# Washburn County
Das Washburn County ist ein County im US-amerikanischen Bundesstaat Wisconsin. Im Jahr 2020 hatte das County 16.623 Einwohner und eine Bevölkerungsdichte von 7,9 Einwohnern pro Quadratkilometer. Der Verwaltungssitz (County Seat) ist Shell Lake.

## Geografie
Das County liegt im Nordwesten Wisconsins und ist im Westen etwa 40 km von Minnesota entfernt. Es hat eine Fläche von 2209 Quadratkilometern, wovon 112 Quadratkilometer Wasserfläche sind.
Im Zentrum wird das County von Ost nach West vom Namekagon River durchflossen, der über den Saint Croix River zum Stromgebiet des Mississippi gehört. Weiter südlich fließt der Yellow River, der weiter westlich ebenfalls in den St. Croix River mündet.
An das Washburn County grenzen folgende Nachbarcountys:
|                | Douglas County | Bayfield County |
| Burnett County |                | Sawyer County   |
|                | Barron County  | Rusk County     |

## Geschichte

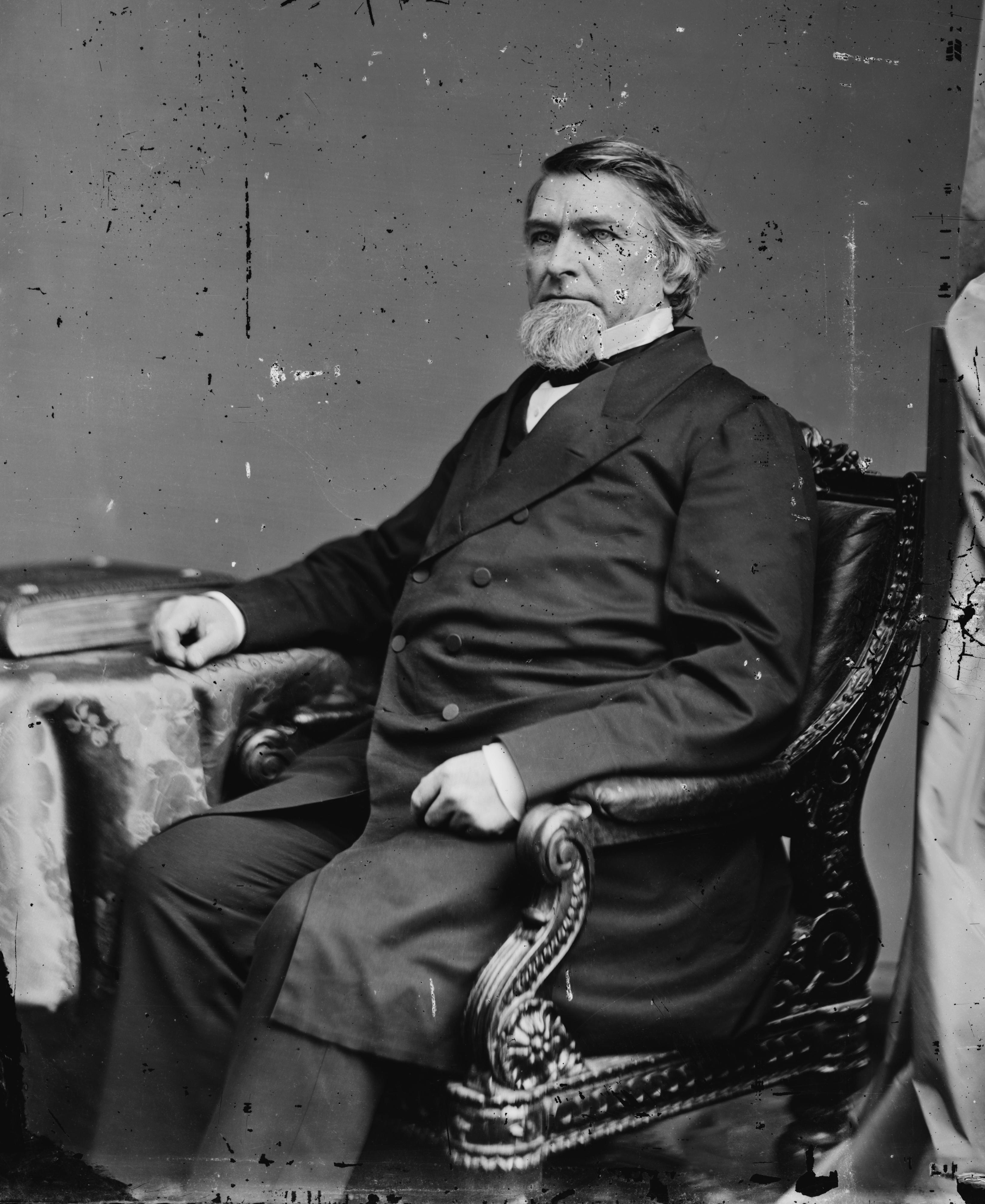
Cadwallader C. Washburn

Das Washburn County wurde 1883 aus Teilen des Burnett County gebildet. Benannt wurde es nach Cadwallader C. Washburn (1818–1882), einem Politiker und Gouverneur von Wisconsin (1872–1874).

## Bevölkerung
Nach der Volkszählung im Jahr 2010 lebten im Washburn County 15.911 Menschen in 7410 Haushalten. Die Bevölkerungsdichte betrug 7,6 Einwohner pro Quadratkilometer. In den 7410 Haushalten lebten statistisch je 2,11 Personen.
Ethnisch betrachtet setzte sich die Bevölkerung zusammen aus 96,1 Prozent Weißen, 0,5 Prozent Afroamerikanern, 1,3 Prozent amerikanischen Ureinwohnern, 0,5 Prozent Asiaten sowie aus anderen ethnischen Gruppen; 1,5 Prozent stammten von zwei oder mehr Ethnien ab. Unabhängig von der ethnischen Zugehörigkeit waren 1,5 Prozent der Bevölkerung spanischer oder lateinamerikanischer Abstammung.
19,7 Prozent der Bevölkerung waren unter 18 Jahre alt, 57,1 Prozent waren zwischen 18 und 64 und 23,2 Prozent waren 65 Jahre oder älter. 50,5 Prozent der Bevölkerung waren weiblich.

Das jährliche Durchschnittseinkommen eines Haushalts lag bei 40,892 USD. Das Pro-Kopf-Einkommen betrug 24.239 USD. 12,9 Prozent der Einwohner lebten unterhalb der Armutsgrenze.

## Ortschaften im Washburn County
| Citys - Shell Lake - Spooner | Villages - Birchwood - Minong |

Census-designated places (CDP)
- Stone Lake1
- Trego

Andere Unincorporated Communities
| - Beaver Brook - Chicago Junction - Chittamo - Earl | - Lampson - Madge - Nobleton - Sarona | - Springbrook - Stanberry |

1 – teilweise im Sawyer County

## Gliederung
Das Washburn County ist neben den zwei Citys und zwei Villages in 21 Towns eingeteilt:
| Town                 | Einw. (2010) | FIPS     |
| -------------------- | ------------ | -------- |
| Town of Barronett    | 442          | 55-04950 |
| Town of Bashaw       | 946          | 55-05125 |
| Town of Bass Lake    | 505          | 55-05225 |
| Town of Beaver Brook | 713          | 55-05875 |
| Town of Birchwood    | 478          | 55-07575 |
| Town of Brooklyn     | 254          | 55-10150 |
| Town of Casey        | 353          | 55-12925 |

| Town               | Einw. (2010) | FIPS     |
| ------------------ | ------------ | -------- |
| Town of Chicog     | 234          | 55-14425 |
| Town of Crystal    | 267          | 55-17850 |
| Town of Evergreen  | 1135         | 55-24600 |
| Town of Frog Creek | 130          | 55-28025 |
| Town of Gull Lake  | 186          | 55-31825 |
| Town of Long Lake  | 624          | 55-45650 |
| Town of Madge      | 508          | 55-47025 |

| Town                | Einw. (2010) | FIPS     |
| ------------------- | ------------ | -------- |
| Town of Minong      | 917          | 55-53275 |
| Town of Sarona      | 384          | 55-71637 |
| Town of Spooner     | 706          | 55-75650 |
| Town of Springbrook | 445          | 55-75800 |
| Town of Stinnett    | 246          | 55-77350 |
| Town of Stone Lake  | 508          | 55-77650 |
| Town of Trego       | 932          | 55-80450 |